# Дерелуй
Дерелуй (укр. Дереглуй, Дерелуй) — река на Украине, протекает по территории Черновицкого района Черновицкой области. Правый приток Прута (бассейн Дуная).
Длина реки 34 км. Площадь водосборного бассейна — 313 км². Уклон реки 4,9 метра на километр. Долина трапециевидная, шириной от 400—500 м до 2,5 км. Русло извилистое (особенно в низовьях), шириной 2—8 м, максимальная ширина — 20 м. Есть острова. Используется для водоснабжения, рыбоводства.
Берёт начало в северной части посёлка городского типа Глыбокая. Течёт в пределах Прикарпатья, сначала на север и (частично) северо-запад, в среднем и нижнем течении — на северо-восток. Впадает в Прут на северо-восточной окраине села Острица.
Правые притоки: Невольницы, Храшовец, Бородач. Левые притоки: Коровия, Панты.
На реке расположены населённые пункты (от истока к устью): посёлок Глыбокая, сёла Червоная Диброва, Тисовец, Великий Кучуров, Волока, Грушевка, Валя Кузьмина, Молодия, Острица.